# Indigo Nights
Az Indigo Nights Prince koncertalbuma, amelyet 2007-ben vettek fel az indigO2 Arénában, Londonban. Kilenc korábban megjelent Prince-dal szerepel rajta, egy új dal, egy monológ és négy feldolgozás. A CD a 21 Nights könyvével együtt jelent meg 2008. szeptember 30-án.
2018-ban az album megjelent digitálisan is a Tidal-on, a Spotify-on, az iTunes-on és az Apple Music-on.

## Számlista
1. "3121" – 7:44 (tartalmazza: Scott Joplin – "The Entertainer" és "D.M.S.R.")
2. "Girls & Boys" – 4:05
3. "The Song of the Heart" – 1:39
4. "Delirious" – 2:01
5. "Just Like U" (monológus) – 2:49
6. "Satisfied" – 6:19
7. "Beggin' Woman Blues" (korábban nem jelent meg) – 6:43
8. "Rock Steady" Beverley Knighttal (Aretha Franklin feldolgozás) – 6:37
9. "Whole Lotta Love" (Led Zeppelin feldolgozás) – 4:42
10. "Alphabet St." – 6:09
11. "Indigo Nights" (a "Get on the Boat" alapján készült hangszeres dal) – 3:41
12. "Misty Blue" Shelby J.-vel (Dorothy Moore feldolgozás) – 4:25
13. "Baby Love" Shelby J.-vel (Mother's Finest feldolgozás) – 3:54
14. "The One" ("The Question of U" gitárszólóval) – 9:08
15. "All the Critics Love U in London" ("All the Critics Love U in New York" alternatív verziója) – 7:05